# Lurcy-Lévis
Lurcy-Lévis est une commune, située dans le département français de l'Allier en région Auvergne-Rhône-Alpes. Ses habitants sont appelés les Lurcyquois et Lurcyquoises. La commune est aussi orthographiée Lurcy-Lévy.

## Géographie

### Localisation
Lurcy-Lévis est située au nord du département de l'Allier. C'est par ailleurs la commune la plus étendue du département de l'Allier : 71,42 km2.

### Communes limitrophes
Ses communes limitrophes sont :
| Augy-sur-Aubois (Cher)                | Sancoins (Cher) | Château-sur-Allier |
| Saint-Aignan-des-Noyers (Cher)Valigny | Lurcy-Lévis     | Neure              |
|                                       | Couleuvre       | Pouzy-Mésangy      |

### Hydrographie
Elle est traversée par l'Anduise.

### Climat
Pour des articles plus généraux, voir Climat d'Auvergne-Rhône-Alpes et Climat de l'Allier.
En 2010, le climat de la commune est de type climat océanique dégradé des plaines du Centre et du Nord, selon une étude du CNRS s'appuyant sur une série de données couvrant la période 1971-2000. En 2020, Météo-France publie une typologie des climats de la France métropolitaine dans laquelle la commune est exposée à un climat océanique altéré et est dans une zone de transition entre les régions climatiques « Centre et contreforts nord du Massif Central » et « Ouest et nord-ouest du Massif Central ».
Pour la période 1971-2000, la température annuelle moyenne est de 11 °C, avec une amplitude thermique annuelle de 15,8 °C. Le cumul annuel moyen de précipitations est de 790 mm, avec 11,7 jours de précipitations en janvier et 7,4 jours en juillet. Pour la période 1991-2020, la température moyenne annuelle observée sur la station météorologique installée sur la commune est de 11,4 °C et le cumul annuel moyen de précipitations est de 717,2 mm,. Pour l'avenir, les paramètres climatiques de la commune estimés pour 2050 selon différents scénarios d'émission de gaz à effet de serre sont consultables sur un site dédié publié par Météo-France en novembre 2022.
| Mois                                  | jan.           | fév.             | mars           | avril         | mai           | juin         | jui.          | août           | sep.          | oct.            | nov.             | déc.           | année      |
| ------------------------------------- | -------------- | ---------------- | -------------- | ------------- | ------------- | ------------ | ------------- | -------------- | ------------- | --------------- | ---------------- | -------------- | ---------- |
| Température minimale moyenne (°C)     | 0,6            | 0,3              | 2,3            | 4,4           | 8,2           | 11,6         | 13,3          | 13             | 9,3           | 7,1             | 3,4              | 1,1            | 6,2        |
| Température moyenne (°C)              | 3,9            | 4,5              | 7,7            | 10,3          | 14,1          | 17,8         | 19,8          | 19,7           | 15,7          | 12,1            | 7,3              | 4,5            | 11,4       |
| Température maximale moyenne (°C)     | 7,3            | 8,7              | 13             | 16,2          | 20            | 23,9         | 26,4          | 26,4           | 22,1          | 17,1            | 11,3             | 7,8            | 16,7       |
| Record de froid (°C) date du record   | −13,5 26.01.07 | −13,6 07.02.1991 | −12,1 01.03.05 | −6 08.04.03   | −1,6 06.05.02 | 2,1 04.06.01 | 4,6 31.07.15  | 2,3 29.08.1998 | −0,3 20.09.12 | −8,2 30.10.1997 | −10,7 23.11.1993 | −12,9 15.12.01 | −13,6 1991 |
| Record de chaleur (°C) date du record | 18,4 01.01.23  | 21 27.02.19      | 24,7 31.03.21  | 28,4 30.04.05 | 31,7 27.05.05 | 40 27.06.19  | 41,2 25.07.19 | 41,1 11.08.03  | 35,7 14.09.20 | 31,6 13.10.23   | 25 07.11.15      | 18,4 17.12.15  | 41,2 2019  |
| Ensoleillement (h)                    | 724            | 1 016            | 1 618          | 1 949         | 2 127         | 2 462        | 2 545         | 2 374          | 1 968         | 1 302           | 799              | 671            | 19 554     |
| Précipitations (mm)                   | 53             | 47,3             | 45,9           | 64,3          | 77,6          | 57,8         | 55,3          | 61,6           | 60,3          | 63,4            | 69,1             | 61,6           | 717,2      |

## Urbanisme

### Typologie
Au 1er janvier 2024, Lurcy-Lévis est catégorisée bourg rural, selon la nouvelle grille communale de densité à 7 niveaux définie par l'Insee en 2022.
Elle est située hors unité urbaine et hors attraction des villes,.

### Occupation des sols

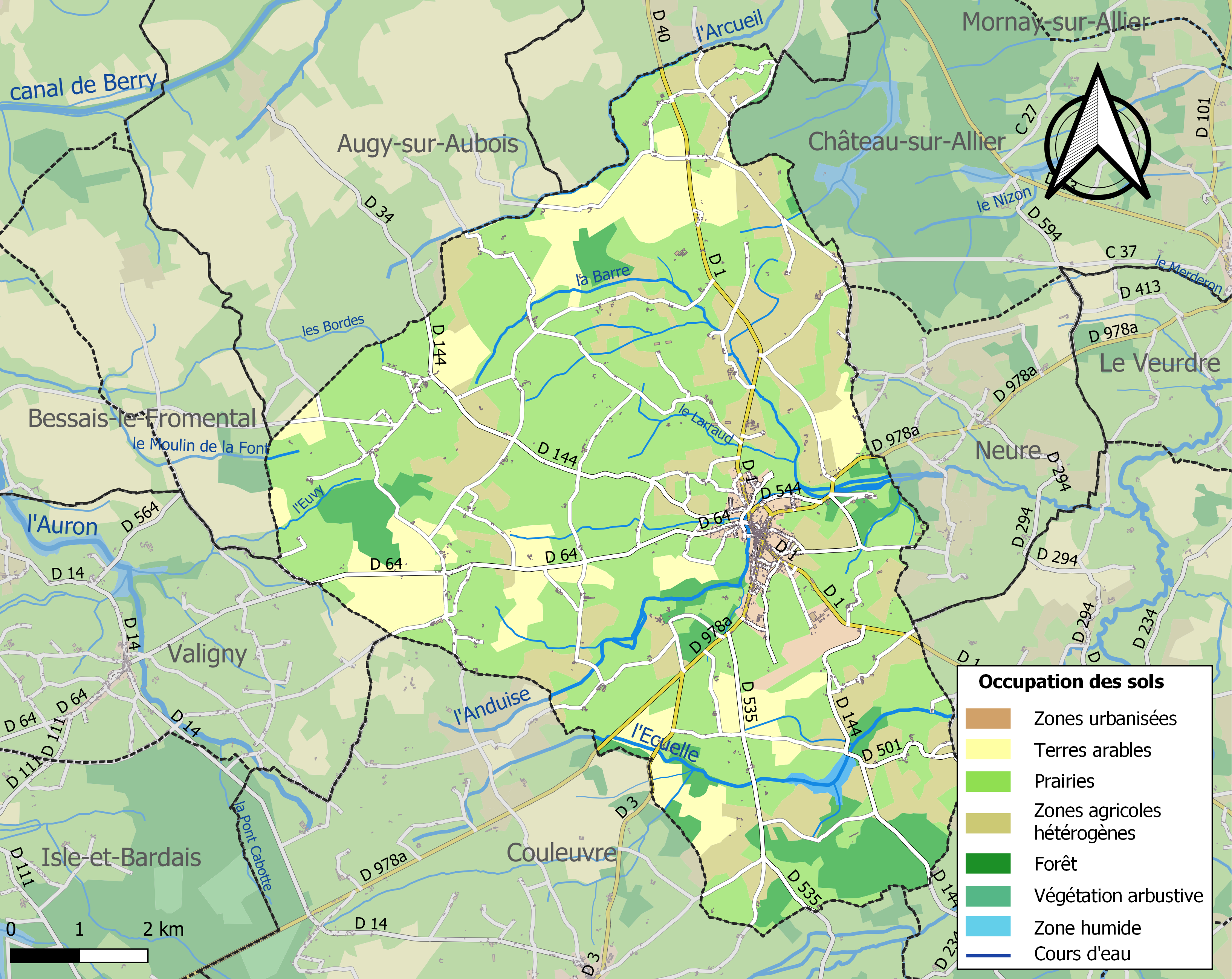
Carte des infrastructures et de l'occupation des sols de la commune en 2018 (CLC).

L'occupation des sols de la commune, telle qu'elle ressort de la base de données européenne d’occupation biophysique des sols Corine Land Cover (CLC), est marquée par l'importance des territoires agricoles (88,1 % en 2018), une proportion sensiblement équivalente à celle de 1990 (88,5 %). La répartition détaillée en 2018 est la suivante : prairies (54,7 %), zones agricoles hétérogènes (19,5 %), terres arables (13,8 %), forêts (8,7 %), zones urbanisées (2 %), espaces verts artificialisés, non agricoles (0,9 %), eaux continentales (0,4 %).
L'IGN met à disposition un outil en ligne permettant de comparer l’évolution dans le temps de l’occupation des sols de la commune (ou de territoires à des échelles différentes). Plusieurs époques sont accessibles sous forme de cartes ou photos aériennes : la carte de Cassini (XVIIIe siècle), la carte d'état-major (1820-1866) et la période actuelle (1950 à aujourd'hui).

## Histoire
Situé en pays biturige, Lurcy connait un peuplement dès l'époque gallo-romaine. En témoignent des vestiges retrouvés en 1865 (anciens bains, hypocaustes, poteries, écussons, médailles, armes) et quelques tracés de routes dallées. On a trouvé des sarcophages gallo-romains en nivelant la place de l'Église en 1847 et en construisant un égout en 1889. Une belle statue de Vénus, des écussons et des médailles ont été trouvées en 1863. En 1831, près du château de Lévis, des médailles et des monnaies aux effigies d'empereurs romains du IIIe siècle et du IVe siècle sont découverts.
Lurcy se trouve à l'origine dans une zone de défrichement nommée Poligny.
Le premier seigneur connu de ce fief est Eudes de la Porte au XIe siècle. La maison de Châteaumorand succède à celle de la Porte au XIVe siècle. La seigneurie de Lurcy passe à la maison de Lévis en 1422, lorsqu'elle est apportée en dot par Agnès de Châteaumorand à son époux Brémont de Lévis qui est alors chambellan du duc de Bourbon. Brémont de Lévis, qui descend des Lévis-Lautrec, branche cadette des Lévis-Mirepoix, est à l'origine de la lignée des Lévis-Ventadour, barons de Charlus.
Construit autour de l'abbaye Saint-Martin de Plaimpied-Givaudin, le bourg de Lurcy-Lévy (ancienne orthographe) possède le prieuré le plus important de la province.
Propriété de Charles Eugène Gabriel de La Croix de Castries, futur ministre de Louis XVI, au début du XVIIIe siècle, le château et son domaine sont acquis en 1752 par l'architecte du roi, Jacques Hardouin-Mansart de Sagonne, qui prend alors le nom de Mansart de Lévy. Il revend l'ensemble en 1759 à André de Sinéty (1712-1773), qui obtient alors l'érection en marquisat tant souhaitée par son prédécesseur.
Plusieurs personnages importants sont passés à Lurcy : Catherine de Médicis, Charles IX de France ou Waipher, duc d'Aquitaine.
Au cours de la période révolutionnaire de la Convention nationale (1792-1795), la commune porte le nom de Lurcy-le-Sauvage, sans doute du fait de sa situation géographique au milieu des bois et marécages.
Lurcy-Lévis est connu pour ses rues typiques (rue de Lévy, rue Mazagran), son ancien palais de justice, l'ancienne salle de dégrisement dite le violon, le marché couvert, le vélodrome, l'église romane, la machine à sabot Baudin (fleuron de l'industrie lurcyquoise du début du XXe siècle, très innovante pour l'époque, exportée dans le monde entier), et son folklore (plan d'eau des Sézeaux, rivière « l'Anduise », « Crottes du marquis », la Dame blanche du pont de l’Étau, l’orme à la toupie).

## Politique et administration

### Liste des maires
| Période                                  | Période                       | Identité              | Étiquette        | Qualité                                               |
| ---------------------------------------- | ----------------------------- | --------------------- | ---------------- | ----------------------------------------------------- |
| Les données manquantes sont à compléter. |                               |                       |                  |                                                       |
| 1863                                     | 1868                          | Édouard Fould         |                  | Député de l'Allier (1863-1868)                        |
| 1883                                     |                               | Jacques Henri Mage    |                  | Notaire à Lurcy-Lévis, conseiller général de l'Allier |
|                                          |                               | Émile Maurice (1894-) | Rép. indépendant | Conseiller général                                    |
| mars 1971                                | mars 1983                     | André Boutry          | PS               |                                                       |
| mars 1983                                | juin 1995                     | Michel Tissier        | RPR              |                                                       |
| juin 1995                                | février 2013                  | Jacques Bourdier      | DVD              | Conseiller général (2001-2008)                        |
| avril 2013                               | mai 2020                      | Claude Vanneau        | DVD              |                                                       |
| mai 2020                                 | En cours (au 8 novembre 2020) | Patrick Combemorel    | DVD              | Directeur général adjoint                             |

## Population et société

### Démographie
L'évolution du nombre d'habitants est connue à travers les recensements de la population effectués dans la commune depuis 1793. Pour les communes de moins de 10 000 habitants, une enquête de recensement portant sur toute la population est réalisée tous les cinq ans, les populations de référence des années intermédiaires étant quant à elles estimées par interpolation ou extrapolation. Pour la commune, le premier recensement exhaustif entrant dans le cadre du nouveau dispositif a été réalisé en 2008.

En 2022, la commune comptait 1 852 habitants, en évolution de −2,83 % par rapport à 2016 (Allier : −1,38 %, France hors Mayotte : +2,11 %).
| 1793  | 1800  | 1806  | 1821  | 1831  | 1836  | 1841  | 1846  | 1851  |
| ----- | ----- | ----- | ----- | ----- | ----- | ----- | ----- | ----- |
| 2 047 | 2 193 | 2 352 | 2 619 | 2 966 | 2 937 | 2 761 | 3 025 | 3 166 |

| 1856  | 1861  | 1866  | 1872  | 1876  | 1881  | 1886  | 1891  | 1896  |
| ----- | ----- | ----- | ----- | ----- | ----- | ----- | ----- | ----- |
| 3 322 | 3 521 | 3 684 | 3 966 | 3 914 | 4 040 | 4 070 | 3 751 | 3 551 |

| 1901  | 1906  | 1911  | 1921  | 1926  | 1931  | 1936  | 1946  | 1954  |
| ----- | ----- | ----- | ----- | ----- | ----- | ----- | ----- | ----- |
| 3 623 | 3 477 | 3 397 | 3 013 | 2 802 | 2 909 | 2 753 | 2 646 | 2 496 |

| 1962  | 1968  | 1975  | 1982  | 1990  | 1999  | 2006  | 2008  | 2013  |
| ----- | ----- | ----- | ----- | ----- | ----- | ----- | ----- | ----- |
| 2 400 | 2 429 | 2 292 | 2 294 | 2 080 | 2 092 | 2 128 | 2 139 | 1 963 |

| 2018  | 2022  | - | - | - | - | - | - | - |
| ----- | ----- | - | - | - | - | - | - | - |
| 1 879 | 1 852 | - | - | - | - | - | - | - |

## Économie

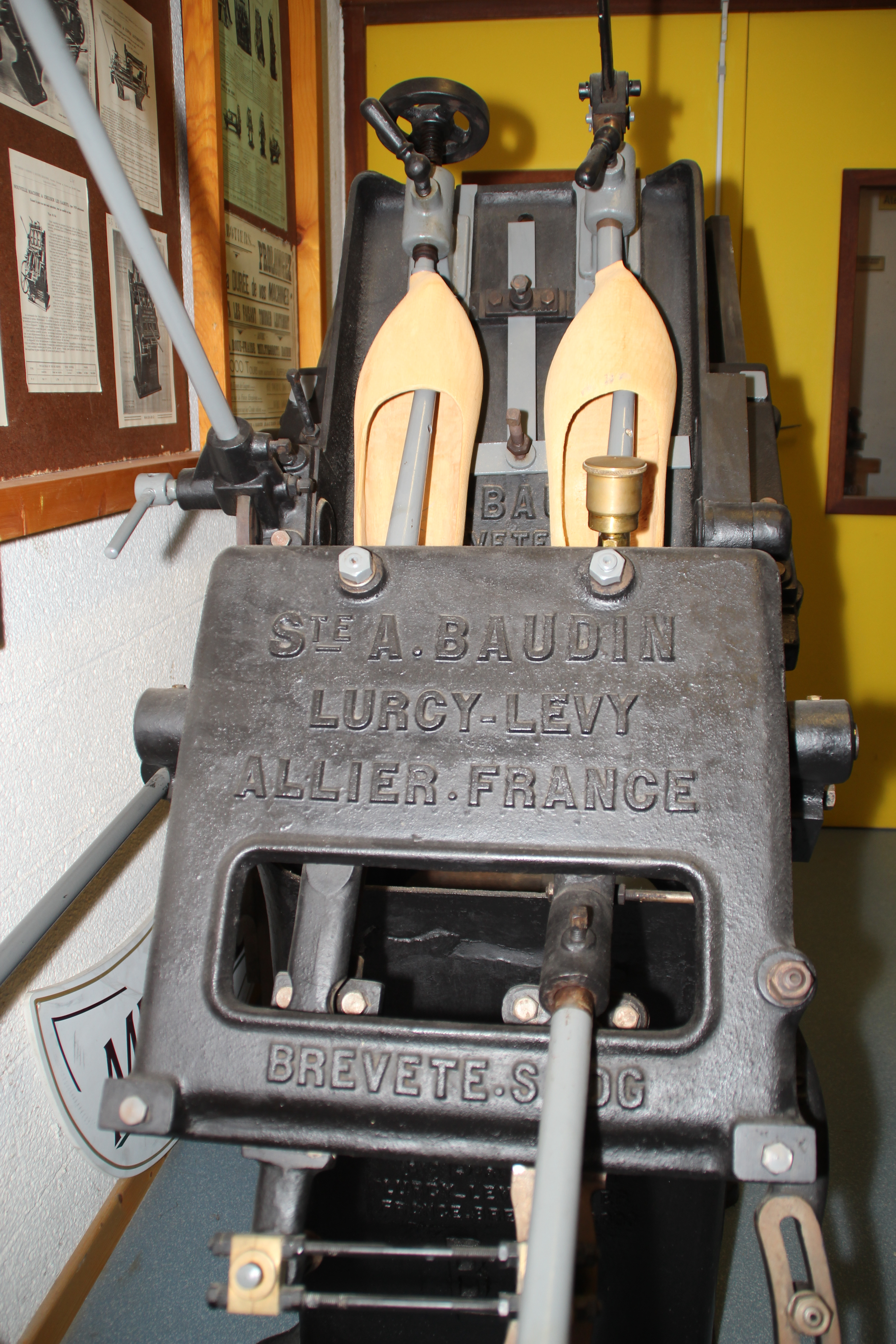
Machine à sabots de la société Baudin de Lurcy-Lévy (1930)

En 2023, il y a 301 entreprises en activité à Lurcy-Lévis. Les secteurs les plus actifs sont la location et l'exploitation de biens immobiliers (24 %), la production animale (14 %), les activités liées au sport (4 %), les activités associatives (4 %) et les activités culturelles (4 %). Les entreprises qui génèrent le plus de chiffre d'affaires sont Chamignon spécialisée dans la vente à domicile (5 342 k€), Sopagema spécialisée dans la gestion d'installations sportives (623 k€) et B&F spécialisée dans la broderie (34 k€).
En 2020, la part des foyers fiscaux imposés à Lurcy-Lévis s'élève à 42 % (contre 50 % en moyenne nationale). Le revenu fiscal de référence moyen par foyer s'y élève à 20 k€ (contre 28 k€ en moyenne nationale).
Lurcy-Lévis a connu des entreprises florissantes : créée en 1904 par Antonin Baudin, la société Baudin est une entreprise spécialisée dans la fabrication de machines-outils. Ses machines à sabot, fleuron de l'industrie lurcyquoise du début du XXe siècle, étaient exportées dans le monde entier. Au début des années 1960, la fille du fondateur réoriente l'entreprise : les ponceuses à bande utilisées pour la finition des sabots sont dévolues au polissage du verre. Le petit-fils d'Antonin Baudin, Alain Voulton, entré dans la société en 1976 après avoir terminé ses études d'ingénieur et avoir été pilote de chasse, lance des machines rectilignes qui permettent d'usiner le bord des plaques de verre,.

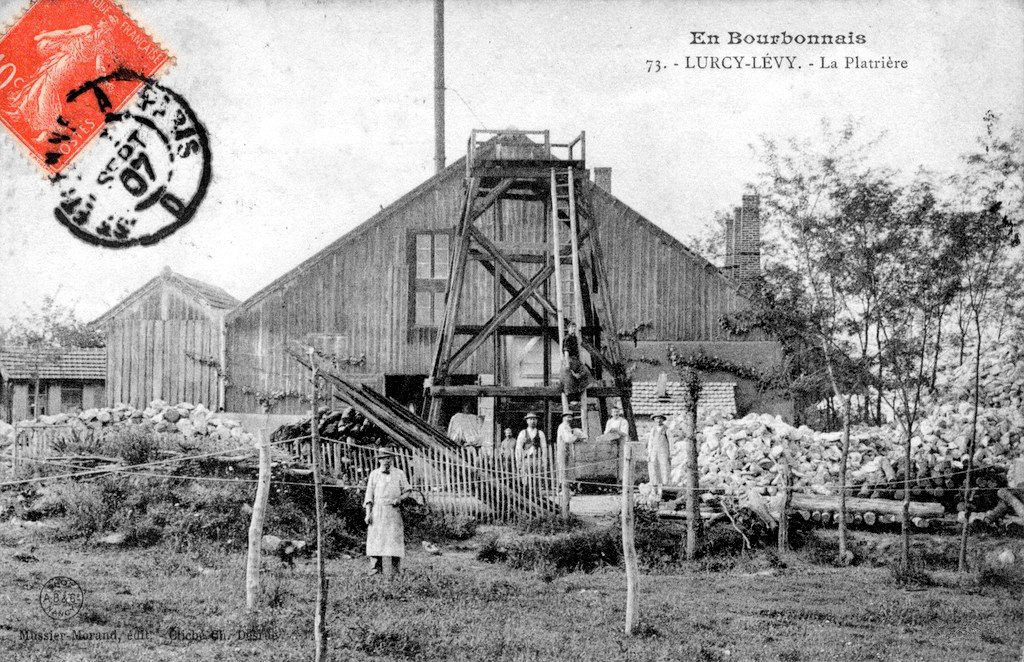
Plâtrière de Lurcy-Lévy (1907)

Créée en 1872, une plâtrière a fonctionné également au XXe siècle, propriété successive de L.-M. David, de Gaston David, des frères Pérot, puis de L. Planchard, ingénieur civil des Mines. Elle a employé jusqu'à cent employés pour extraire un gypse rose à 40 m de profondeur.

## Culture locale et patrimoine

### Lieux et monuments

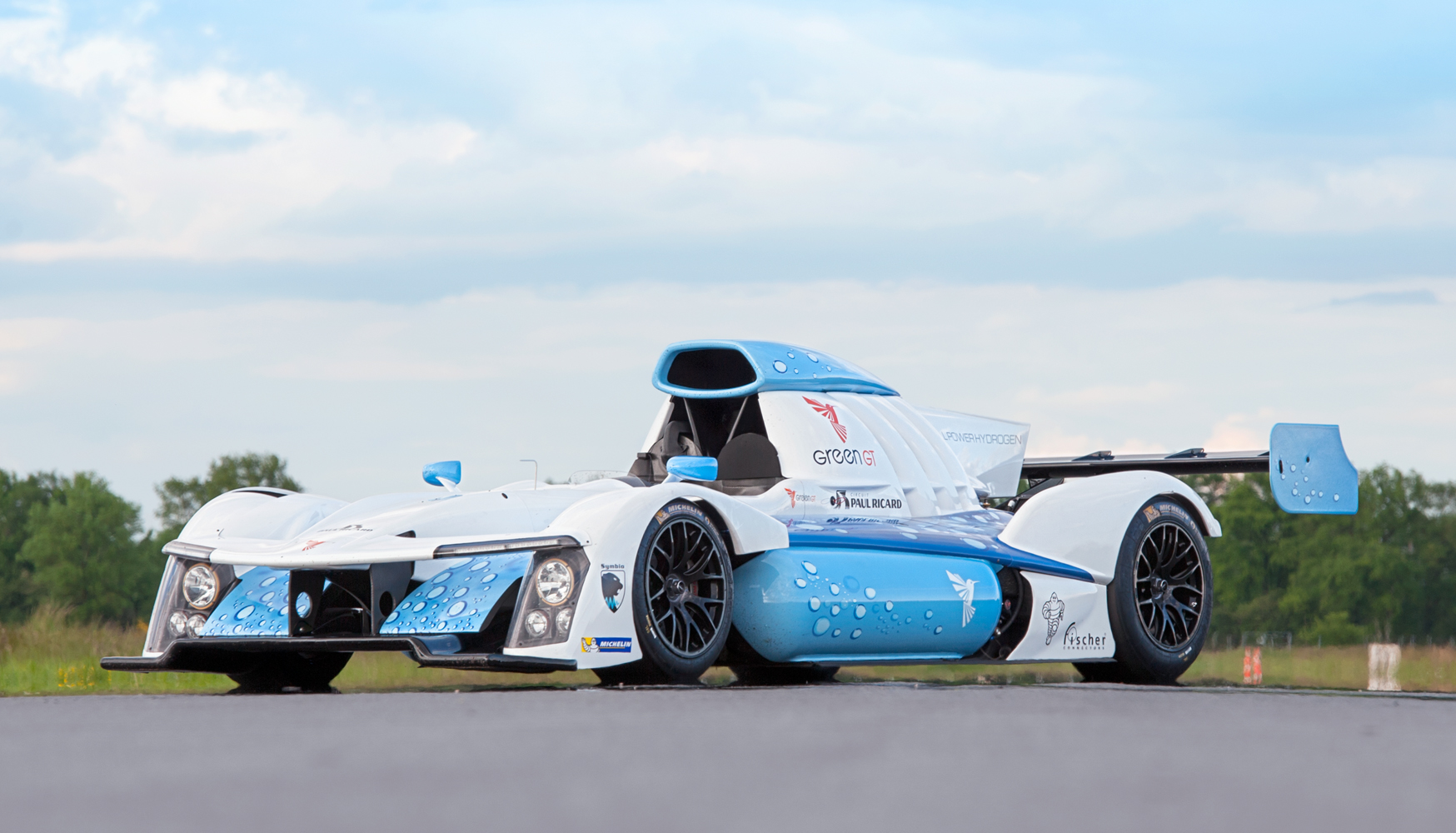
Voiture de course propulsée à l'hydrogène, pendant un roulage sur le circuit de Lurcy-Lévis (2016)

- Voiture de course propulsée à l'hydrogène, pendant un roulage sur le circuit de Lurcy-Lévis (2016)Le circuit automobile : la piste de Lurcy-Lévis a la particularité d'être modulable et d'offrir cinq longueurs, de 1 100 à 4 200 m. Le circuit dispose d'une immense ligne droite, longue de 1,5 km, unique en Europe, ce qui permet à certaines écuries de Formule 1 de s'en servir pour effectuer des essais d'aérodynamique[28]. En 2001 et 2002, il accueille les « 12 heures Panhard »[29], une course d'endurance pour voitures anciennes de la marque Panhard.
- Le vélodrome : c'est l'un des plus anciens de France encore en activité. Créé en 1897 par la Société vélocipédique de Lurcy-Lévis (SVL) présidée par Gaston Montalescot, il bénéficie de subventions communales : l'entretien est assuré par les employés communaux ; un terrain communal, situé au champ de foire, lui est dévolu. Au début, la piste est en terre battue, longue de 250 m, large de 4 m, avec deux lignes droites et deux virages relevés à 40° permettant une vitesse de 50 km/h. Plus tard, les virages et les droites sont cimentés. Le succès est important et dès 1921 deux réunions annuelles se tiennent en mai et septembre[30]. Aujourd'hui, la piste est entièrement bétonnée.

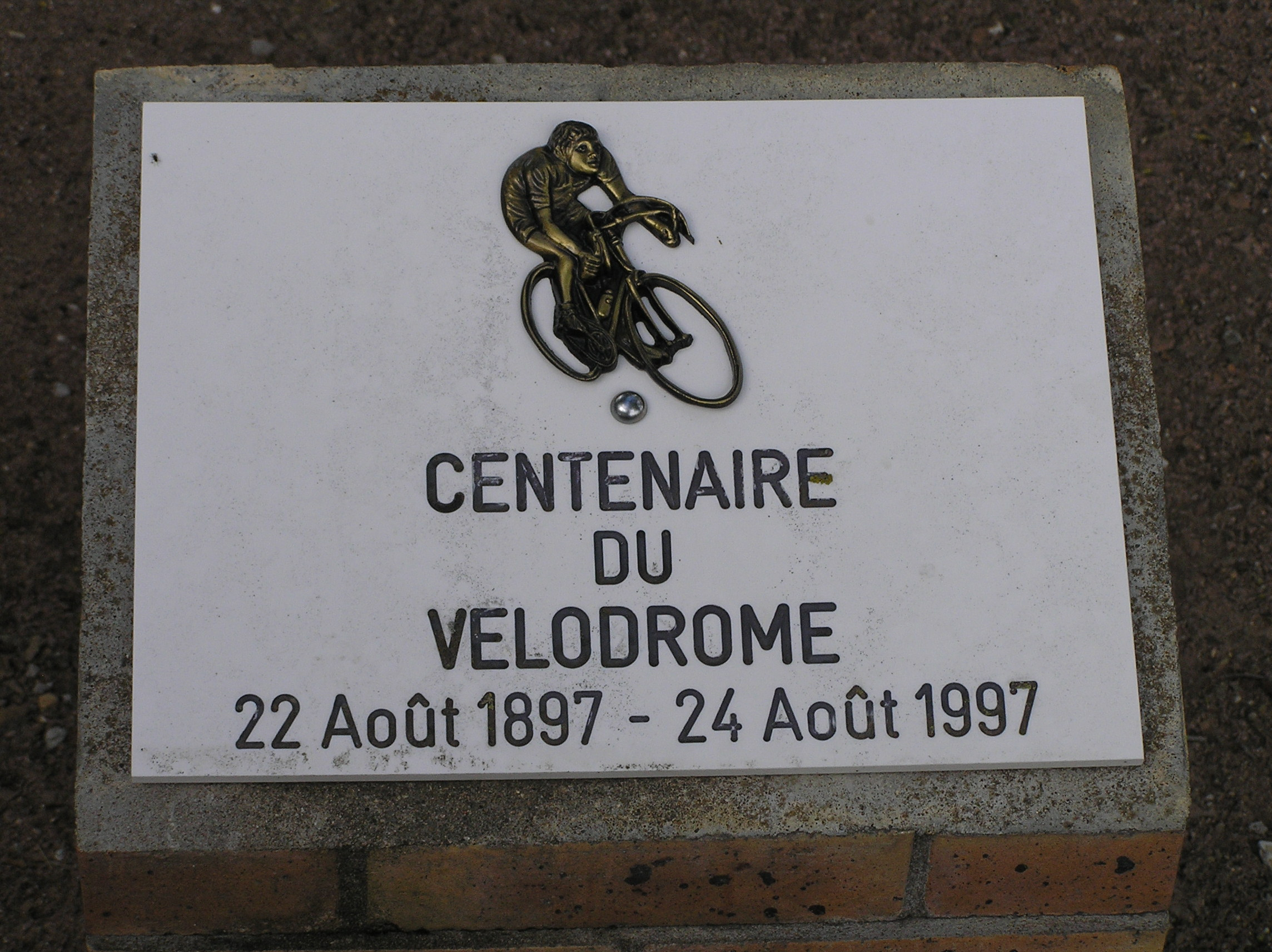
Plaque commémorative du vélodrome de Lurcy-Lévis.
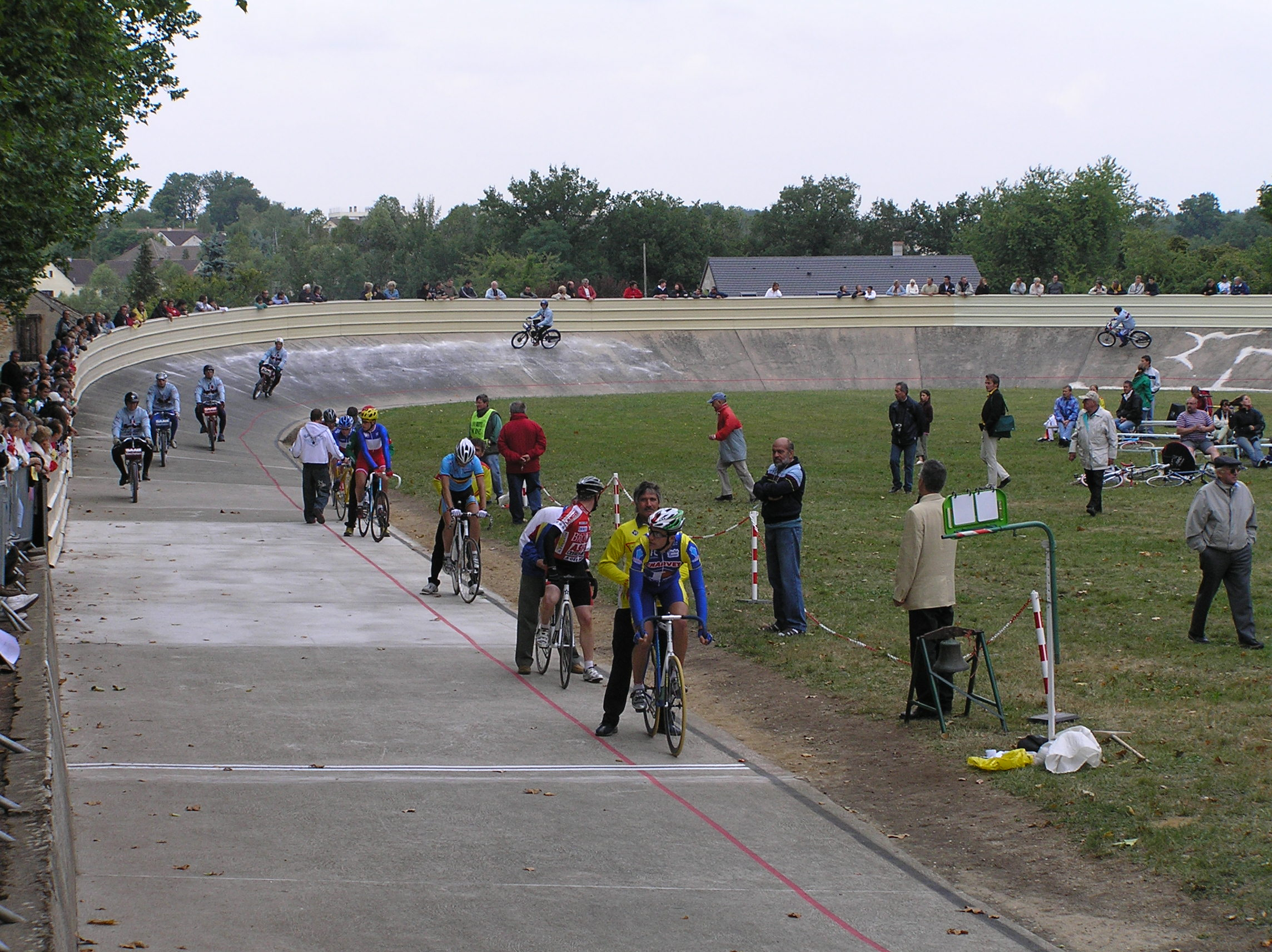
Une course de vélo en 2005.
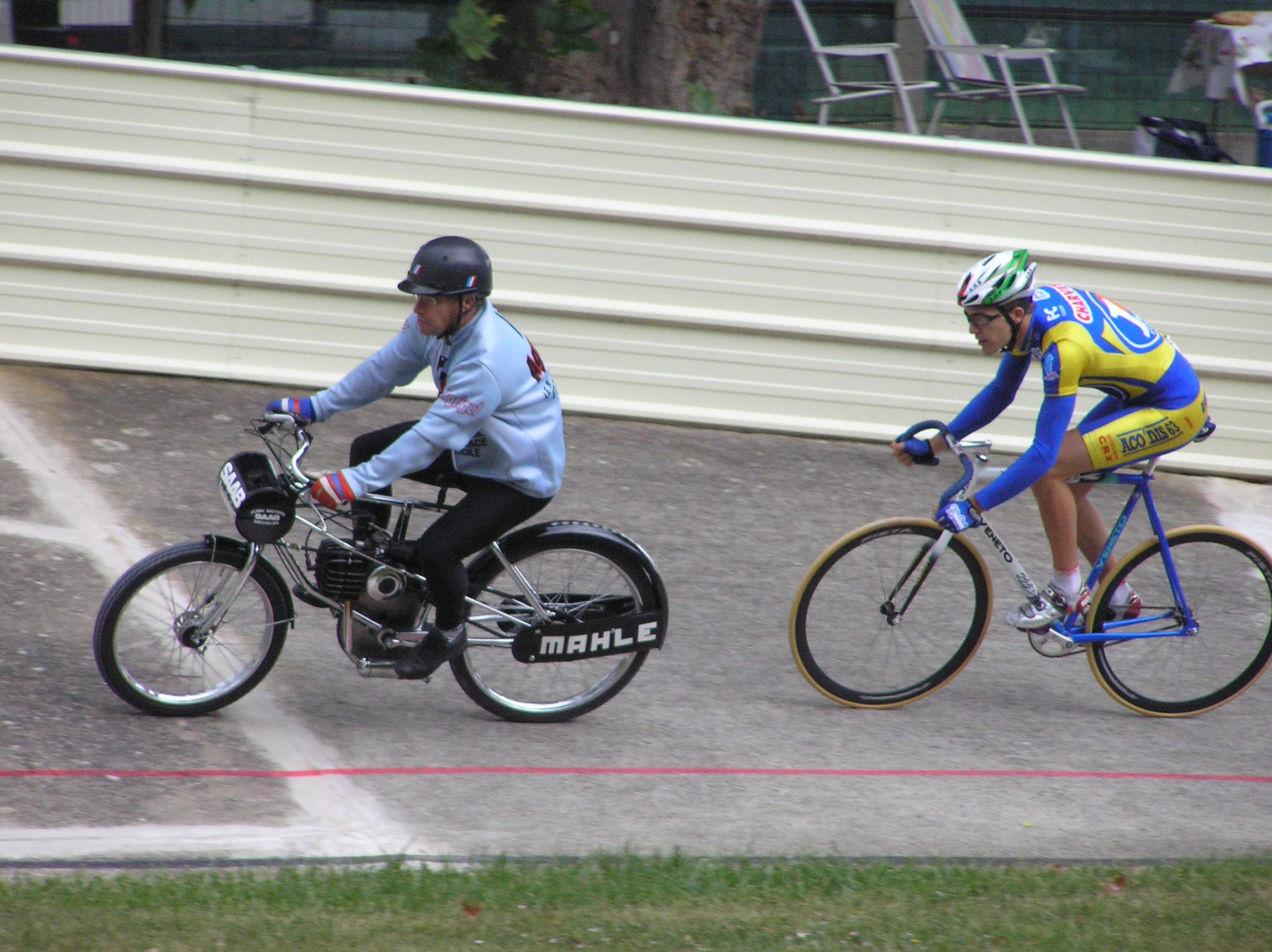
Le sportif derrière sa motocyclette (le lièvre).

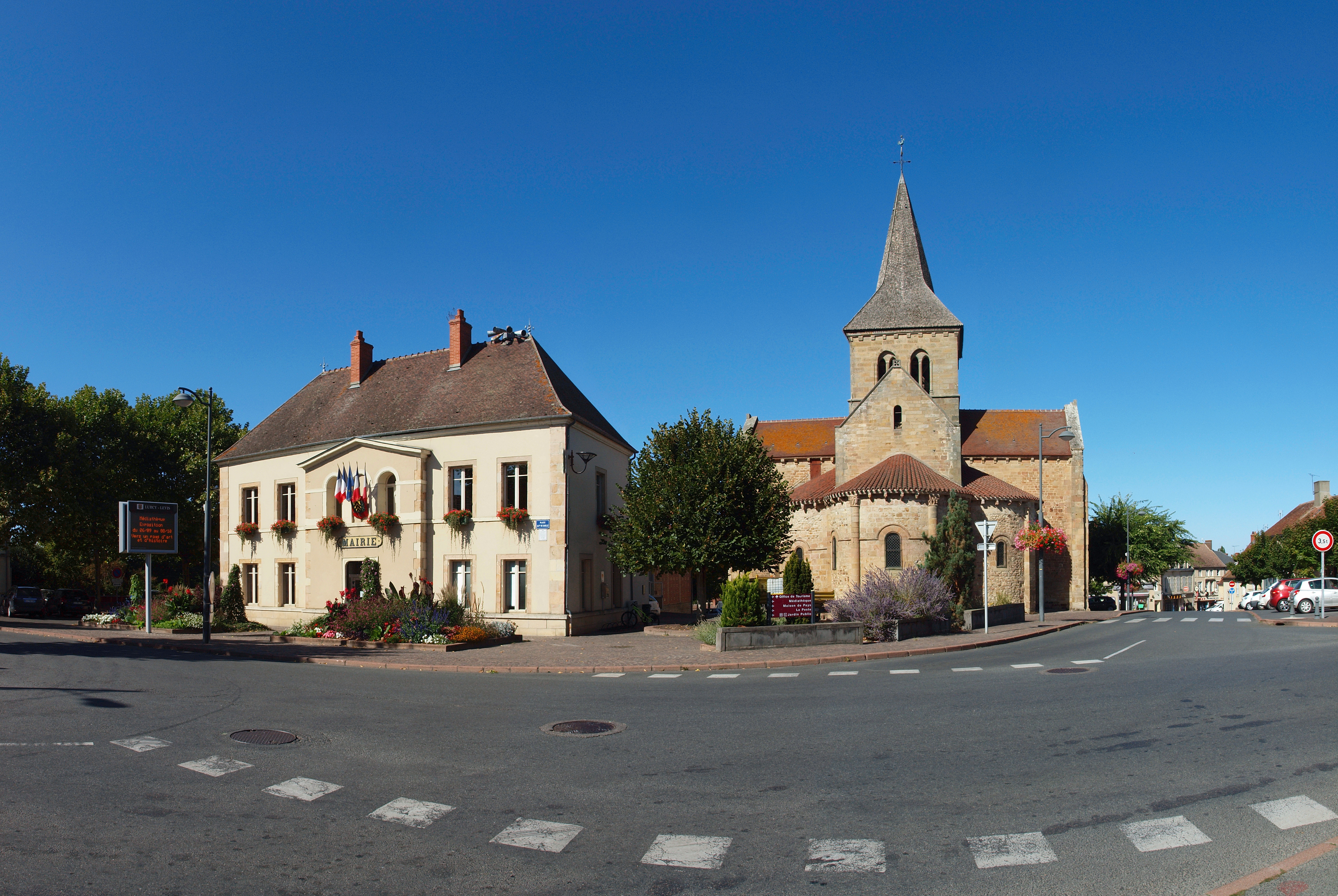
La mairie et l'église Saint-Martin

- La mairie et l'église Saint-Martin L’église Saint-Martin : église romane construite aux XIIe siècle et XIIIe siècle, remaniée à diverses époques, avec un chevet à plans tréflés qui constitue un ensemble sinon unique, du moins rare en France. Le chevet possède trois absides en demi-coupole de grandeur à peu près égale, groupées en trèfle. La nef semble de construction postérieure à celle du chevet ou a dû subir des modifications à une époque plus récente. La croisée du transept est couverte par une voûte à oculus du XIVe siècle, dont les arcs retombent sur les chapiteaux sculptés des demi-colonnes engagées des piles. Le chevet se compose de trois absides semi-circulaires, voûtées en cul-de-four, groupées en trèfle et donnant sur un carré voûté en berceau formant le chœur. L'abside orientale est décorée de cinq arcades supportées par des chapiteaux sculptés. Cette disposition de plan est une singularité, s'apparentant à certaines églises très anciennes de Rome, et interroge sur les influences subies par l'art roman en Bourbonnais. La porte d'entrée est remaniée au XVe siècle. L'église fait l’objet d’un classement au titre des monuments historiques depuis 1937[31]. Elle comprend un vitrail réalisé par Mansart, deux pietà, et une esquisse au fusain de Léon-François Bénonville, Jeanne d'Arc écoutant ses voix.

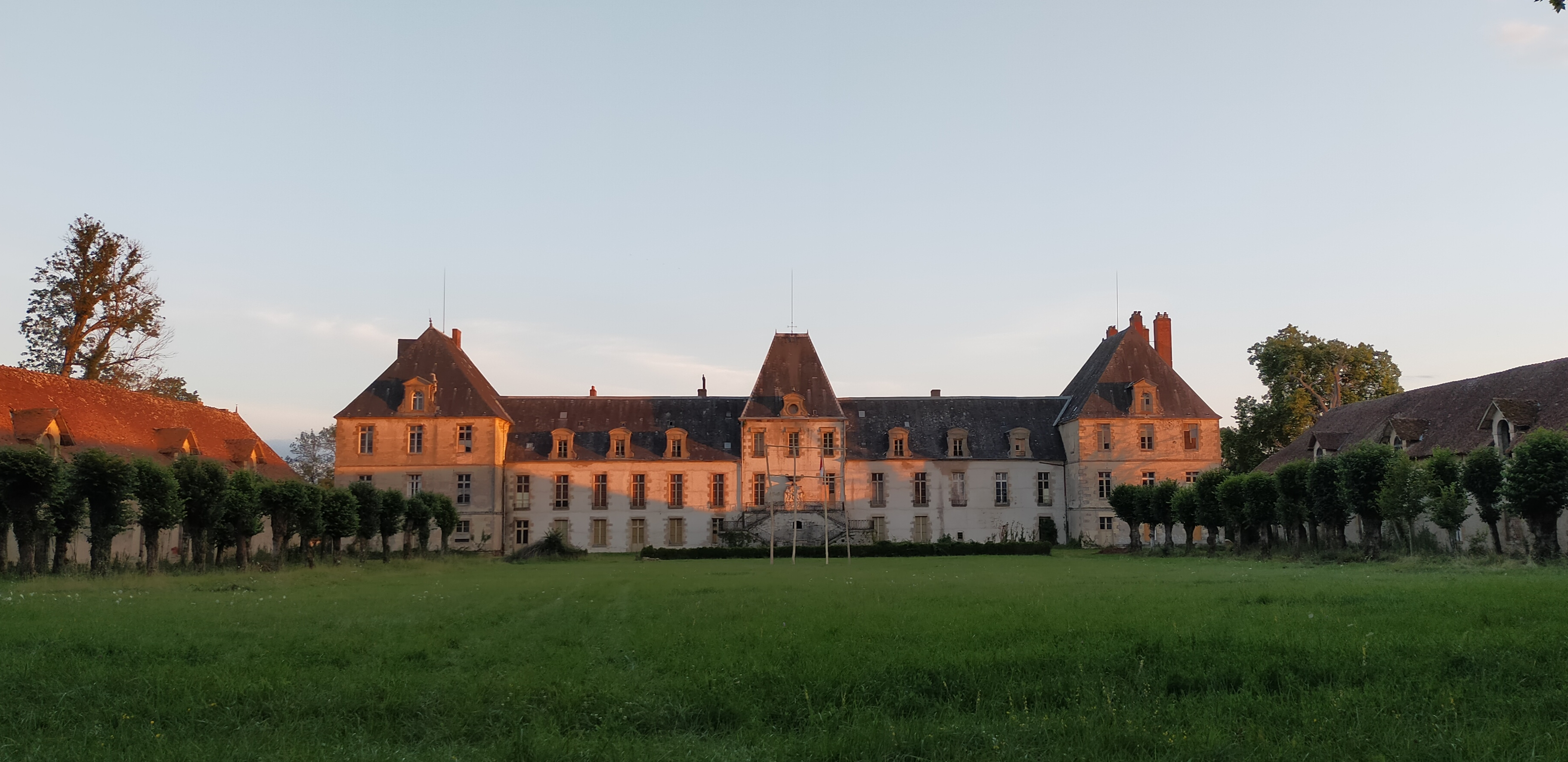
Château de Lévis

- Château de LévisLe château de Lévis : demeure du XVIIe siècle édifiée à l'emplacement d'une ancienne forteresse, dite de Poligny. L'intérêt tient à la composition de l'ensemble : une grande cour précédant le château, des communs de chaque côté, deux pavillons d'entrée, une chapelle, le corps du château, un pont d'entrée au-dessus des douves sur plan semi-circulaire, ainsi que les plantations de tilleuls. Le château se compose d'un corps central flanqué de deux ailes. À l'intérieur, des cheminées d'époque et une tapisserie d'époque François Ier. Les communs comprennent un pigeonnier féodal. L'ensemble fait l’objet d’une inscription à l'inventaire des monuments historiques en 1945[32].
- Le château de Béguin : ancien château fort remanié au XIXe siècle, en incorporant une tour d'un ancien manoir du XVe siècle. Y résida Pierre de Béguin qui, prieur, préside en 1489 la cérémonie d'investiture du duc Pierre II. En 1504, après l'assassinat du seigneur de Béguin, la terre est acquise par la famille de Lévis. Elle passe aux mains de la famille de Villars, puis revient en 1647 à la famille de Lévis. En 1834, la famille Thuret s'en porte acquéreur. Par alliance, elle échoit à la famille Fould en 1853.

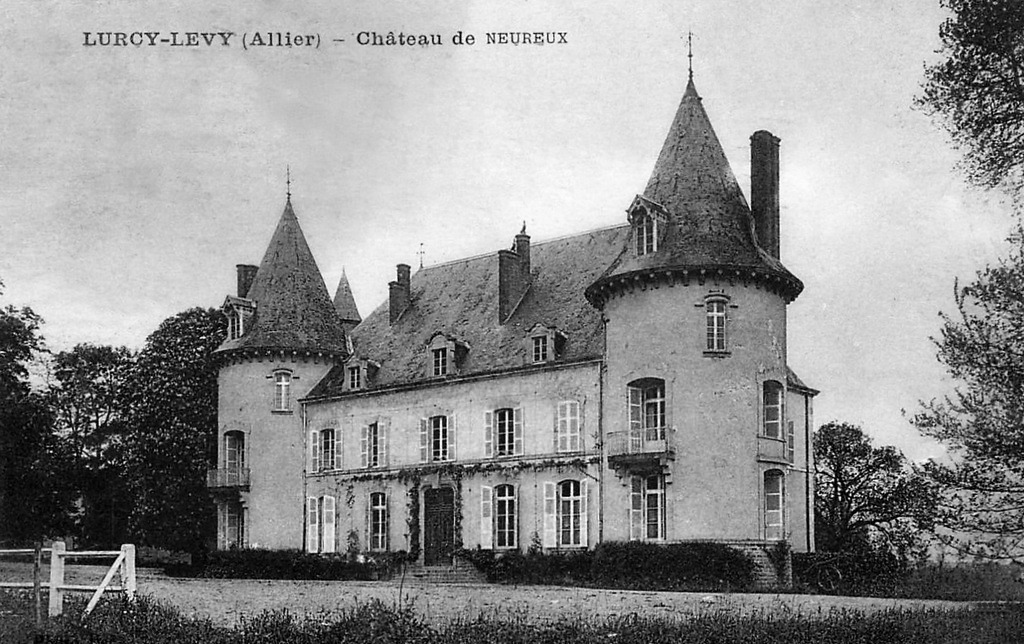
Château de Neureux (au début du XXe siècle)

- Château de Neureux (au début du XXe siècle)Le château de Neureux : c'est le plus ancien château de la commune, dont Guillaume d'Aubigny rendit aveu en 1301 ; sa famille le conserve jusqu'au XVIIe siècle et il passe ensuite de main en main jusqu'à ce que le roi le confisque en 1751-1752 et en fasse la résidence d'officiers des finances[33]. Ses domaines s'étendent jusqu'à Couleuvre. Château anglé de quatre tours à l'origine, et auquel il n'en reste que deux. Il est acquis par André de Sinéty en 1783 avec les terres qu'il réunit à son domaine. Victime en 2015 d'un incendie, le château est racheté par la famille d'Eddy Planckaert, qui le restaure afin d'y faire des chambres d'hôtes. Le château sert de décor pour des séries télévisées néerlandophones, Les Planckaerts et Les Planckies, diffusées sur la chaîne Vier, où l'on suit la famille lors de la restauration du château.

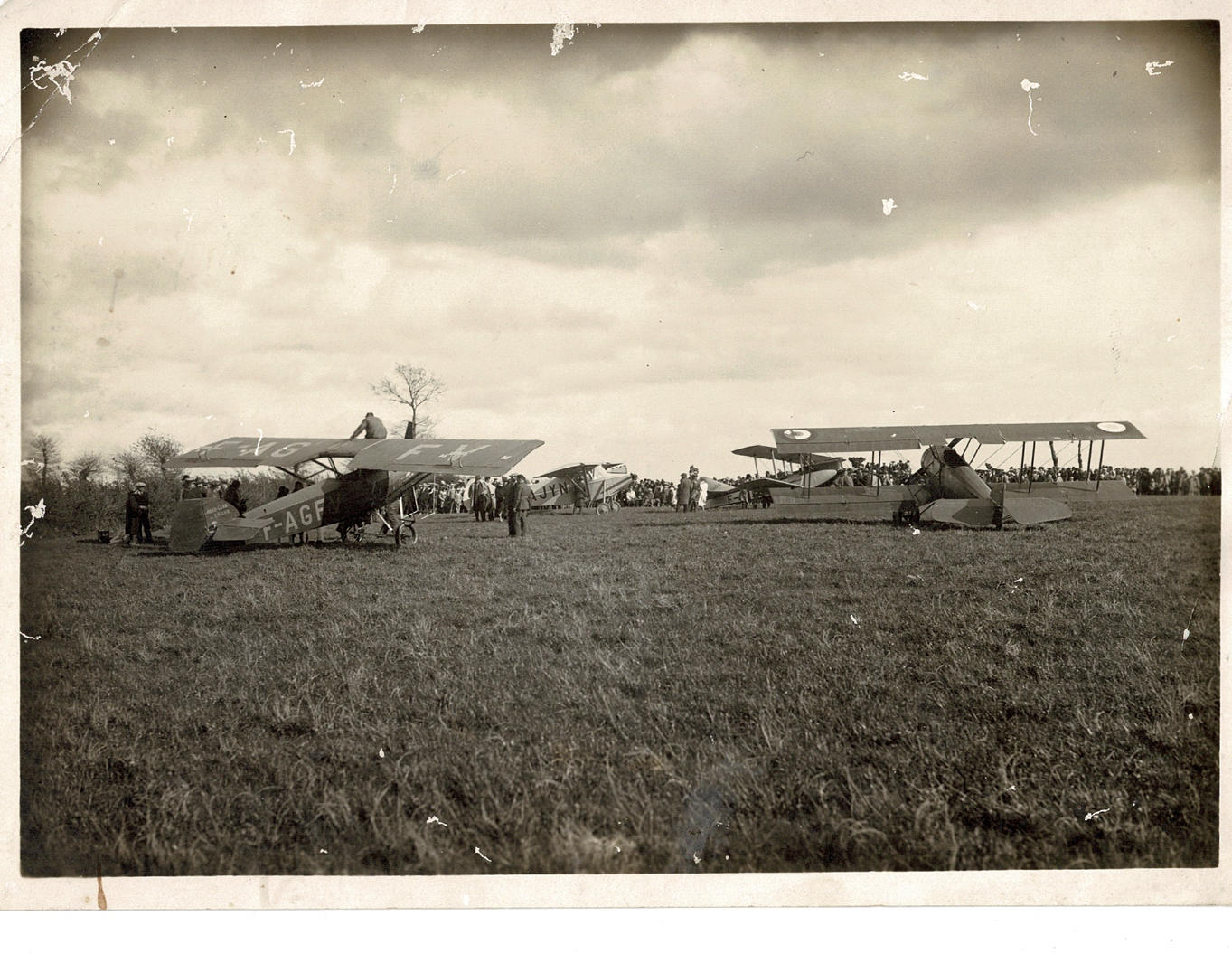
L'aérodrome est l'hôte d'un meeting aérien dès 1931.

- L'aérodrome est l'hôte d'un meeting aérien dès 1931.L'aérodrome de Lurcy-Lévis, avec trois pistes (en herbe de 200 m, en herbe de 670 m, bitumée de 1 500 m), deux hangars et une station météo
- Street Art City : espace consacré à l'art urbain[34] installé  depuis 2017 dans les locaux, désaffectés en 1992, d'un centre de formation de France Télécom [35]. Le site réunit treize bâtiments, dont 22 000 m2 sont recouverts de fresques[34]. Dans cet espace sont aménagés « l'hôtel 128 », bâtiment  dans lequel chaque chambre est livrée à un street-artiste qui a pour consigne de la repeindre, en y intégrant son univers artistique, la galerie, l'atelier, où les visiteurs voient la préparation en amont des futures fresques, ainsi que la résidence des artistes[34]. Chaque année, pour environ 900 candidatures d'artistes, l'organisation de ce projet n'en retient que 80. En 2017, 15 000 personnes sont venues visiter Street Art City pour voir ces œuvres éphémères[36]. Des artistes du monde entier se succèdent pour enrichir cet espace[37],[38]. C'est la seule résidence artistique au monde entièrement dédiée à l’art urbain pictural (2025).
- Le collège André-Boutry : créé en 1956 par Émile Maurice, il succède à un « Cours complémentaire » créé en 1936. 220 écoliers y sont répartis en onze classes, de la 6e à la 3e.

### Festival
- Un festival de théâtre, Dans le jardin ou ailleurs, se tient à la fin du mois de juillet. En 2021, 7 spectacles y sont joués[39] devant 600 personnes[40] ; en 2022, 7 spectacles[41] devant 1 200 spectateurs[40] ; en 2023, 12 spectacles[42].

### Personnalités liées à la commune
- Jacques Garcia, architecte et décorateur de renom ; aime à évoquer les vacances qu'il passait, enfant, dans la commune, où son grand-père était boulanger[43].
- Gabriel-Marie Lafond, dit capitaine Lafond de Lurcy, aventurier, écrivain, assureur et politicien, né à Lurcy-Lévis en 1801. Il participa avec Bolivar à l'insurrection contre l'Espagne[44].
- Balthazar Vinatier, né le 23 janvier 1832 à Lurcy-Lévis et mort en 1882, médecin à Lurcy-Lévy, député de l'Allier de 1881 à 1882
- Eddy Planckaert, coureur cycliste professionnel belge, propriétaire du château de Neureux

### Folklore
En 2008, l'office du tourisme de Lurcy-Lévis a fait une liste de traditions du folklore lurcyquois : légende des Crottes du marquis, légende de l'Orme à la toupie, légende de la Pierre noire des Avignons, légende de la Grande Jument blanche ou la Dame blanche du pont de l’Étau, légende de l'Acier de Fublène…
- La légende des Crottes du marquis[16] veut que le marquis Charles Eugène de Lévis, devenu duc de Lévis, lieutenant des armées du roi et maréchal de camp, soit un homme imbu de son pouvoir et un amateur de truffes au chocolat. Un jour de chasse à cheval, il laisse tomber à terre un sac de ces friandises. Tandis que son palefrenier le ramasse pour le rendre au marquis, celui-ci le pousse du pied, en criant : « Comment oses-tu me donner ce qui a traîné par terre ? » Le palefrenier laisse échapper le sac et les boules de chocolat s'éparpillent dans le crottin de cheval et la menthe sauvage. Le marquis, méprisant, ricane : « Ramasse ces boules de chocolat et mange-les, manant que tu es ! » Et le pauvre homme de s'exécuter, sous les railleries : « Alors, c'est bon, les crottes de marquis ?» Mais l'histoire ne s'arrête pas là : la rumeur se répandit dans toute la campagne bourbonnaise que le jeune palefrenier, après avoir mangé « les crottes de marquis », avait acquis un allant et une vigueur que la gent féminine s'arrachait. Depuis trois siècles, on continue dans le Bourbonnais de s'offrir des chocolats pour Noël, sous l’appellation « crottes de marquis ».
- Le majestueux Orme de la toupie[47] a bien existé ; il avait vécu environ 260 ans quand il a été abattu en 1920. La légende veut qu'un jeune garçon nommé Pierre ait été amoureux de Marie. Pierre, fils de paysan, possédait pour tout bien un couteau avec lequel il sculptait des pièces de bois. Un jour, Marie lui demanda une toupie, une toupie comme celle des enfants du château, avec des couleurs. Pierre décida de la sculpter dans un "ormeau" qu'il avait vu au croisement de la route de Ferrière, sur la propriété du seigneur de Neureux. Par une nuit de printemps, il alla déraciner l'arbre, quand soudain le garde de la propriété le surprit et le fit détaler. Le garde replanta le frêle arbre. Des années plus tard, Pierre emmena Marie devant l'arbre resplendissant et lui murmura à l'oreille des mots d'amour, tant et tant que le cœur de Marie déborda et qu'elle prit la main de Pierre pour la reposer doucement sur son sein. Et c'est ainsi qu'il devint le plus riche marchand de toupies de la contrée. L'Orme de la toupie devint un véritable lieu de pèlerinage où les amoureux se promettaient un bel avenir. Un jour, le Conseil municipal voulut élargir le chemin communal. Il fallut abattre l'arbre légendaire, ce qui fut fait un matin de printemps. Le vieil arbre s'écrasa avec fracas. Les bûcherons remarquèrent que la sève s'écoulait lentement en forme de toupie et qu'à l'intérieur du tronc noueux on pouvait distinguer les initiales « P M ». Il y a quelques années, l'Amicale des collectionneurs et de la culture lurcyquoise (ACCLL) a replanté un orme route de Ferrière.

### Héraldique

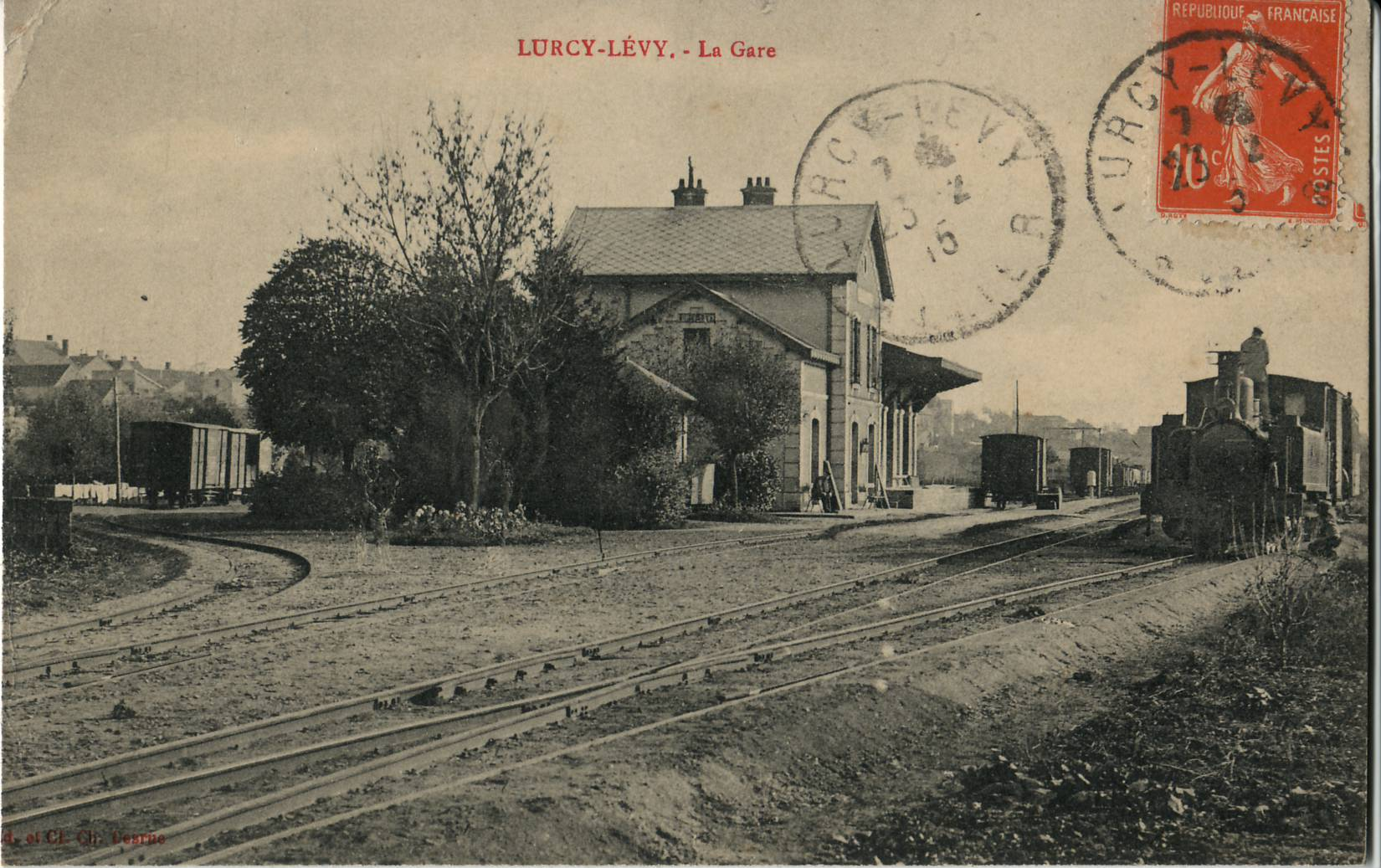
Gare ferroviaire de Lurcy-Lévy (1915).

| Blason de Lurcy-Lévis | Blason  | D'or aux trois chevrons de sable.                |
| Blason de Lurcy-Lévis | Détails | Ces armoiries sont celles de la maison de Lévis. |

## Transports
Entre 1886 et 1949, la ligne de chemin de fer Saincoins–Lapeyrouse dessert Lurcy-Lévis.
La ligne d'autocar B03 relie Lurcy-Lévis à Moulins, en 1h15 environ.